# Gącz (gromada)
Gącz – dawna gromada, czyli najmniejsza jednostka podziału terytorialnego Polskiej Rzeczypospolitej Ludowej w latach 1954–1972.
Gromady, z gromadzkimi radami narodowymi (GRN) jako organami władzy najniższego stopnia na wsi, funkcjonowały od reformy reorganizującej administrację wiejską przeprowadzonej jesienią 1954 do momentu ich zniesienia z dniem 1 stycznia 1973, tym samym wypierając organizację gminną w latach 1954–1972.
Gromadę Gącz z siedzibą GRN w Gączu utworzono – jako jedną z 8759 gromad na obszarze Polski – w powiecie żnińskim w woj. bydgoskim, na mocy uchwały nr 24/19 WRN w Bydgoszczy z dnia 5 października 1954. W skład jednostki weszły obszary dotychczasowych gromad Bielawy, Gącz, Laskowo, Miniszewo i Ośno (oprócz niektórych parceli z kart 1 i 2 obrębu Ośno) ze zniesionej gminy Janowiec w tymże powiecie. Dla gromady ustalono 17 członków gromadzkiej rady narodowej.
Gromadę zniesiono 31 grudnia 1961, a jej obszar włączono do gromady Janowiec w tymże powiecie.